# Батраково (Псковская область)
Батраково — упразднённая деревня в Себежском районе Псковской области России. Находилась на территории современного городского поселения  Сосновый Бор.

## География
Находится на юго-западе региона и района, в пределах Прибалтийской низменности, в зоне хвойно-широколиственных лесов, у реки Исса.

## Климат
Климат, как и во всем районе, умеренно континентальный. Характеризуется мягкой зимой, относительно прохладным летом, сравнительно высокой влажностью воздуха и значительным количеством осадков в течение всего года. Средняя температура воздуха в июле +17 °C, в январе −8 °C. Средняя продолжительность безморозного периода составляет 130—145 дней в году. Годовое количество осадков — 600—700 мм. Большая их часть выпадает в апреле — октябре. Устойчивый снежный покров держится 100—115 дней; его мощность обычно не превышает 20-30 см.

## История
В 1802—1924 годах земли поселения Багрикова входили в состав Псковской губернии.
На карте 1930 года — Батраково.
В 1941—1944 гг. местность находилась под фашистской оккупацией войсками Гитлеровской Германии.
Обозначена на американской карте 1950-х годов.

## Инфраструктура
Было личное подсобное хозяйство.

## Транспорт
Деревня была доступна по просёлочной дороге.